# István Magas
István Magas (Budapest, 22 febbraio 1952) è un ex pallanuotista ungherese, vincitore di una medaglia d'argento a Monaco 1972.